# تريسي موراي
تريسي موراي (بالإنجليزية: Tracy Murray)‏ مواليد 25 يوليو 1971 في لوس أنجلوس، هو لاعب كرة سلة أمريكي سابق أصبح مدرباً مساعدا بدأ مسيرته الاحترافية في سنة 1992. تم اختياره من قبل فريق سان أنطونيو سبرز خلال الدرافت وهو مدرب مساعد لفريق لوس أنجلوس ليكرز في الرابطة الوطنية لكرة السلة. يبلغ طوله 6 قدم 7 بوصة (2.0 م). حقق المركز الثالث في دورة الألعاب الأمريكية 1991. اعتزل اللعب في 2007. فاز بلقب دوري إن بي إيه. أحرز خلال مسيرته في الإن بي إيه 5943 نقطة بمعدل 9.0 نقاط في المباراة الواحدة.

## المسيرة الاحترافية
لعب مع بورتلاند ترايل بلايزرز من سنة 1992 إلى 1995، ثم لعب مع هيوستن روكتس في سنة 1995، ثم لعب مع تورونتو رابتورز في موسم 1995–1996، ثم لعب مع واشنطن ويزاردز من سنة 1996 إلى 2000، ثم لعب مع دنفر ناغتس في موسم 2000–2001، ثم لعب مع تورونتو رابتورز في موسم 2001–2002، ثم لعب مع لوس أنجلوس ليكرز في موسم 2002–2003، ثم لعب مع بورتلاند ترايل بلايزرز في سنة 2003.

## الميداليات
| الميدالية | المسابقة                    |
| --------- | --------------------------- |
| برونزية   | دورة الألعاب الأمريكية 1991 |

## روابط خارجية
- تريسي موراي على موقع إن بي أي (الإنجليزية)
- تريسي موراي على موقع سبورتس رفرنس (الإنجليزية)
- تريسي موراي على موقع كرة السلة الأوروبية.كوم (الإنجليزية)
- تريسي موراي على موقع كلية كرة السلة في سبورتس رفرنس.كوم (الإنجليزية)
- تريسي موراي على موقع ريلجم (الإنجليزية)
- تريسي موراي على موقع بروبوليرز (الإنجليزية)
- تريسي موراي على موقع سبورتس رفرنس (الإنجليزية)